# Liechtenstein op de Olympische Winterspelen 1998
Tijdens de Olympische Winterspelen van 1998, die in Nagano (Japan) werden gehouden, nam Liechtenstein voor de veertiende keer deel.

## Deelnemers en resultaten
(m) = mannen, (v) = vrouwen 

### Alpineskiën
| Olympiër        | Discipline       | Resultaat | Prestatie                                                        |
| --------------- | ---------------- | --------- | ---------------------------------------------------------------- |
| Marco Büchel    | reuzenslalom (m) | 14e       | 2.41,99 (+3,48) 1.22,52+1.19,47                                  |
| Jürgen Hasler   | afdaling (m)     | dnf       | opgave                                                           |
| Jürgen Hasler   | super g (m)      | 26e       | 1.38,32 (+3,50)                                                  |
| Jürgen Hasler   | combinatie (m)   | 9e        | 3.23,15 (+15,09) slalom: 1.45,27 (54,39+50,88) afdaling: 1.37,88 |
| Achim Vogt      | reuzenslalom (m) | dnf-1     | opgave run 1                                                     |
| Diana Fehr      | reuzenslalom (v) | dnf-1     | opgave run 1                                                     |
| Diana Fehr      | slalom (v)       | 21e       | 1.38,76 (+6,36) 48,66+50,10                                      |
| Birgit Heeb     | reuzenslalom (v) | 9e        | 2.54,70 (+4,11) 1.21,27+1.33,43                                  |
| Tamara Schädler | super g (v)      | 38e       | 1.22,90 (+4,88)                                                  |
| Tamara Schädler | reuzenslalom (v) | dnf-1     | opgave run 1                                                     |
| Tamara Schädler | slalom (v)       | 23e       | 1.40,01 (+7,61) 49,74+50,27                                      |
| Tamara Schädler | combinatie (v)   | 17e       | 2.52,18 (+11,44) afdaling: 1.34,18 slalom: 1.18,00 (39,46+38,54) |

### Langlaufen
| Olympiër      | Discipline                    | Resultaat | Prestatie                             |
| ------------- | ----------------------------- | --------- | ------------------------------------- |
| Markus Hasler | 10 km klassiek (m)            | 20e       | 28.55,2 (+1.30,7)                     |
| Markus Hasler | 30 km klassiek (m)            | 35e       | 1:42.17,4 (+8.21,6)                   |
| Markus Hasler | achtervolging 10 km+15 km (m) | 35e       | +4.54,2 (10 km:28.55 + 15 km:43.00,9) |
| Stefan Kunz   | 10 km klassiek (m)            | 57e       | 30.56,8 (+3.32,3)                     |
| Stefan Kunz   | 30 km klassiek (m)            | 14e       | 1:39.33,3 (+5.37,5)                   |
| Stefan Kunz   | 50 km vrije stijl (m)         | 28e       | 2:16.36,2 (+11.28,0)                  |
| Stefan Kunz   | achtervolging 10 km+15 km (m) | 34e       | +4.41,2 (10 km:30.56 + 15 km:40.46,9) |

Amerikaanse Maagdeneilanden · Andorra · Argentinië · Armenië · Australië · Azerbeidzjan · België · Bermuda · Bosnië en Herzegovina · Brazilië · Bulgarije · Canada · Chili · China · Chinees Taipei · Cyprus · Denemarken · Duitsland · Estland · Finland · Frankrijk · Georgië · Griekenland · Groot-Brittannië · Hongarije · Ierland · IJsland · India · Iran · Israël · Italië · Jamaica · Japan · Joegoslavië · Kazachstan · Kenia · Kirgizië · Kroatië · Letland · Liechtenstein · Litouwen · Luxemburg · Macedonië · Moldavië · Monaco · Mongolië · Nederland · Nieuw-Zeeland · Noord-Korea · Noorwegen · Oekraïne · Oezbekistan · Oostenrijk · Polen · Portugal · Puerto Rico · Roemenië · Rusland · Slovenië · Slowakije · Spanje · Trinidad en Tobago · Tsjechië · Turkije · Uruguay · Venezuela · Verenigde Staten · Wit-Rusland · Zuid-Afrika · Zuid-Korea · Zweden · Zwitserland